# 名島橋

名島橋（なじまばし）は、福岡県福岡市東区の多々良川に架かる国道3号の道路橋梁。

## 概要
名島水上飛行場設置に伴う道路整備の一環として多々良川に架橋された、7つのアーチを描く鉄筋コンクリート橋である。全長204m、全幅24m、片側3車線で通行量は1日約6万台。
新潟県新潟市中央区の信濃川に架かる萬代橋と構造、架橋時期が近く、1994年（平成6年）に萬代橋架橋65周年、名島橋架橋60周年を記念して、両橋間で兄弟縁組が成立した。
2004年（平成16年）10月には社団法人土木学会より土木学会選奨土木遺産に認定、2018年（平成30年）5月10日には国の登録有形文化財に登録された。